# Geselliger Glöckchennabeling
Der ungenießbare Gesellige Glöckchennabeling (Xeromphalina campanella, syn.: Omphalina campanella) ist eine Pilzart aus der Familie der Helmlingsverwandten (Mycenaceae). Die Fruchtkörper erscheinen vom Vorfrühling bis in den Herbst hinein. Sie wachsen auf morschen Nadelholzstubben.

## Merkmale

### Makroskopische Merkmale
Der dünnfleischige Hut ist 0,5–2 cm breit, jung gewölbt und in der Mitte genabelt und im Alter trichterförmig hochgebogen. Die glatte, speckig glänzende Oberfläche ist gelbbraun bis orangebräunlich gefärbt. Der Nabel hat in der Regel eine etwas dunklere Färbung und der Rand ist fast bis zur Hutmitte durchscheinend gerieft.
Die ziemlich entfernt stehenden, schmal sichelförmigen Lamellen laufen kurz am Stiel herab. Sie sind am Grunde queraderig verbunden und ähnlich gelbbräunlich wie der Hut gefärbt oder etwas heller. Das Sporenpulver ist cremeweißlich und amyloid.
Der knorpelige und oft verbogene Stiel ist 1,5–3 cm lang und 0,1–0,2 cm breit. Er ist an der Spitze gelblich und zur Basis dunkler rostbraun bis schwarzbraun gefärbt. Die mehr oder weniger striegelige Stielbasis ist mit einem gelblichen Mycelfilz feinfilzig überzogen und bisweilen schwach knollig. Im Alter ist der Stiel meist hohl. Das Fleisch ist dünn und hellbräunlich. Es schmeckt mild und etwas pilzartig, der Geruch ist unauffällig.

### Mikroskopische Merkmale
Die elliptischen Sporen sind 5,5–8 µm lang und 3–4 µm breit.

## Artabgrenzung
Der Gesellige Glöckchennabeling gehört zu einem kleinen Artenaggregat innerhalb der Gattung Xeromphalina. Diesem Aggregat gehören neben dem Geselligen Glöckchennabeling zudem Xeromphalina enigmatica und X. kauffmanii an. Xeromphalina enigmatica lässt sich allerdings nicht mit klassischen, anatomisch-morphologischen Methoden vom Geselligen Glöckchennabeling unterscheiden. Daher bleiben neben Kreuzungstests vor allem molekularbiologische Untersuchungsmethoden (DNA-Sequenzierung) für die Arttrennung.
Xeromphalina kauffmanii scheint auf Nordamerika beschränkt zu sein, sodass eine Verwechslung mit ihr in Europa nicht möglich wäre. In Nordamerika überschneiden sich aber die Areale aller drei Arten des Aggregats. Hierbei lässt sich Xeromphalina kauffmanii durch dessen schmaleren Sporen, die nur 2,5–3 µm breit sind und durch dessen Vorkommen an Laubholz von den anderen beiden Arten unterscheiden. In Europa überschneiden sich wiederum die Areale von Xeromphalina enigmatica und vom Geselligen Glöckchennabeling. Xeromphalina enigmatica wurde aus Finnland beschrieben, das Areal erstreckt sich in Eurasien von Skandinavien über Russland bis nach Japan. Ein Vorkommen in Mitteleuropa ist nicht belegt, ist aber aufgrund der Bestimmungsproblematik nicht auszuschließen.
Das Aggregat um den Geselligen Glöckchennabeling kann auch leicht mit anderen Arten der Gattung Xeromphalina verwechselt werden. Sie fallen dadurch auf, dass sie oft rasig auf abgestorbenen und bemoosten Nadelholzstümpfen wachsen.
Der Gelbe Glöckchennabeling (Xeromphalina fellea) schmeckt bitter und wächst am Boden im Nadelwald, während der Orangerote Heftelnabeling (Rickenella fibula) am Boden zwischen Moosen vorkommt. Er hat sehr große, auffallende Zystiden, die schon mit einer Lupe gut erkennbar sind.

## Ökologie und Verbreitung
Die Fruchtkörper des Geselligen Glöckchennabelings erscheinen von Juli bis Oktober auf morschen Nadelholzstümpfen, bisweilen findet man sie aber schon ab März. Der Pilz wächst gesellig und oft fast rasig. Besonders im Bergland kann man ihn dicht gedrängt auf Fichtenholzstubben finden. Im Flachland ist die Art recht selten. Das Areal erstreckt sich von Europa nach Asien und Nordamerika.

## Bedeutung
Der Gesellige Glöckchennabeling ist kein Speisepilz.